# ایندین هیل (کنتاکی)
ایندین هیل (به انگلیسی: Indian Hills) شهری در ایالت کنتاکی کشور ایالات متحده آمریکا است که جمعیت آن در سرشماری سال ۲۰۱۰ میلادی، ۲٬۸۶۸ نفر بوده‌است.